# Rio Bilca Mică
O Rio Bilca Mică é um rio da Romênia afluente do Rio Bilca Mare, localizado no distrito de Suceava.